# Batta Pál Antal
Szentmártonkátai Batta Pál Antal (Körtvélyes, 1765 – 1827 után) Pest vármegyei földbirtokos, egyházi író.

## Élete
Körtvélyesről (Vajta pusztája), Fejér vármegyéből származott. Református hitét később elhagyva a katolikus vallásra tért át. Orgler szerint Báthory Gábor pesti szuperintendesnek 1822-ben, az esztergomi új templom alapkőletételének ünnepe után mondott beszédére (Lehet-é, van-é egyedül idvezítő Ecclesia?) írta a Mágnes vagy az igaz anyaszentegyház c. ítéletet.

## Munkái
- Csengetyű vagyis a református keresztényeket olvasásra serkentő hang. Egy érzékeny református Magyarországban 1824. Pest, 1826 (Ezt megtámadta egy Igazság barátja álnevű író s erre válaszolt a következő munkában.)
- Felelete az Igazság barátjának Feddő Próbájára. uo. 1827
- Mari emlékképe miniaturban. uo, 1831